# 朱英龙
朱英龙（1937年—），台湾企业家。浙江省鄞县（今宁波市）人。

## 生平
早年毕业于国立台湾大学机械工程系。毕业后赴西欧留学，先后获得联邦德国慕尼黑工业大学工程师证书和瑞士苏黎世联邦理工学院工学博士学位。
1969年，学成回到台湾，担任台大客座副教授。朱英龙并协助其父亲朱绣山打理家族生意，出任台新染织总经理。不久，升任台新染织董事长。 
1975年，朱英龙出任嘉隆实业董事长。集团业务遍及纺织业、化纤、化工、电子、航运业等众多工商业领域，并经营有东南碱业、士林染织、信诚电子等多家企业。
朱英龙还兼任有台大机械系教授、台大机械研究所教授。